# Artur Ros Montalt
Arturo Ros Montalt (nascido em 26 de outubro de 1901, falecido em 28 de agosto de 1936) - beato da Igreja Católica.
Em 26 de novembro de 1927, ele se casou com Mary Llopis Sirer e seis filhos nasceram desta união. Ele fundou o Centro de Ação Católica. Durante a Guerra Civil Espanhola, ele foi preso e torturado e, em 28 de agosto de 1936, foi jogado vivo em um forno de cal.

Foi beatificado no grupo de Joseph Aparicio Sanz e foi acompanhado por 232 mártires pelo Papa João Paulo II em 11 de março de 2001.